# Danmark ifølge Bubber
Danmark ifølge Bubber er en dansk dokumentarserie vist på TV 2, hvor Bubber som vært tog rundt og besøgte forskellige kulturer og prøvede at leve med dem i nogle dage. Programmet blev udviklet af Eyeworks og Bubber. Programmet fik syv sæsoner inden det blev nedlagt den 12. december 2013 blev programmet nedlagt.
Seriens emner har blandt andet været dyresex, nazisme, porno, prostitution, Greenpeace, fængsler, evangelister, swingerklubber, transvestitter, mænd i dametøj og Thylejren, og i hvert program følger værten nogle mennesker, som på en eller anden måde er uden for normen.
Størstedelen af de medvirkende har været almindelige ukendte danskere, men blandt de mere kendte er liverollespillerne Claus Raasted, rapgruppen MFS og evangilisten Christian Hedegaard.
I forbindelse med et afsnit om Greenpeace-aktivister blev Bubber anholdt den 17. december 2009 ved Christiansborg i København, hvor de demonstrerede mod klimatopmødet 2009. Han blev dog løsladt dagen efter med alle sigtelser frafaldet, eftersom han ikke, som det tidligere havde været rapporteret, havde kravlet op i en lygtepæl, hvilket ville have været en overtrædelse af ordensbekendtgørelsen.
I 2011 modtog Bubber prisen som Bedste mandlige tv-vært ved TV Prisen.